# 1962 v dopravě
Tento článek obsahuje seznam událostí souvisejících s dopravou, které proběhly roku 1962.

## Události
- 1. dubna

 Jako první v Západočeském kraji byl elektrizován úsek Plzeň – Blovice na železniční trati do Českých Budějovic. K elektrizaci bylo poprvé v ČSSR využita střídavá napájecí soustava 25 kV/50 Hz.
- 1. května

 V Plzni byl zahájen provoz na tramvajové trati z Mikulášského náměstí na Světovar. Na trať obsluhující zejména tehdy nové sídliště Slovany vyjela linka číslo 2, která zde jezdí dosud.
- 13. května

 Zahájen trolejbusový provoz v Prešově, a to jako poslední v ČSSR před dobou útlumu rozvoje sítí elektrické trakce.
- 16. května

 Na pražských železničních spojkách byl ukončen elektrický provoz s využitím napájecí soustavy 1,5 kV DC, kterou nahradila soustava 3 kV DC. Zároveň byl téměř celý pražský železniční uzel převeden pod elektrickou trakci.
- 1. července

 Zahájen elektrický provoz na trati Košice – Čierna nad Tisou. Tím byla ukončena elektrizace hlavního tahu Ústí nad Labem / Praha – Púchov – Čierna nad Tisou.